# Pleurodonte sloaneana
Pleurodonte sloaneana é uma espécie de gastrópode terrestre neotropical da família Pleurodontidae (antes entre os Camaenidae), nativa do Caribe. Foi classificada por Shuttleworth, em 1861. Outros colocam seu catalogador como sendo Pfeiffer, no ano de 1868.

## Descrição da concha e hábitos
Pleurodonte sloaneana apresenta conchas circulares, quando vistas por cima ou por baixo, com mais ou menos 3 centímetros de circunferência, quando desenvolvidas. São caracterizadas por sua superfície quase lisa, espiral baixa, cônica e arredondada. Não possuem umbílico aparente. Interior da abertura contendo quatro projeções denticulares em sua base (que supostamente servem para defender o caracol de alguns predadores). Lábio externo engrossado, de tonalidade mais clara que o restante da concha, que é de coloração acastanhada, com faixas mais ou menos claras.

## Distribuição geográfica
Pleurodonte sloaneana é endêmica da Jamaica, no Caribe, sendo considerada uma espécie comum em sua região.